# Teloganella umbrata
Teloganella umbrata is een haft uit de familie Teloganellidae. De wetenschappelijke naam van de soort is voor het eerst geldig gepubliceerd in 1939 door Ulmer.
De soort komt voor in het Oriëntaals gebied.